# Amanohasidate

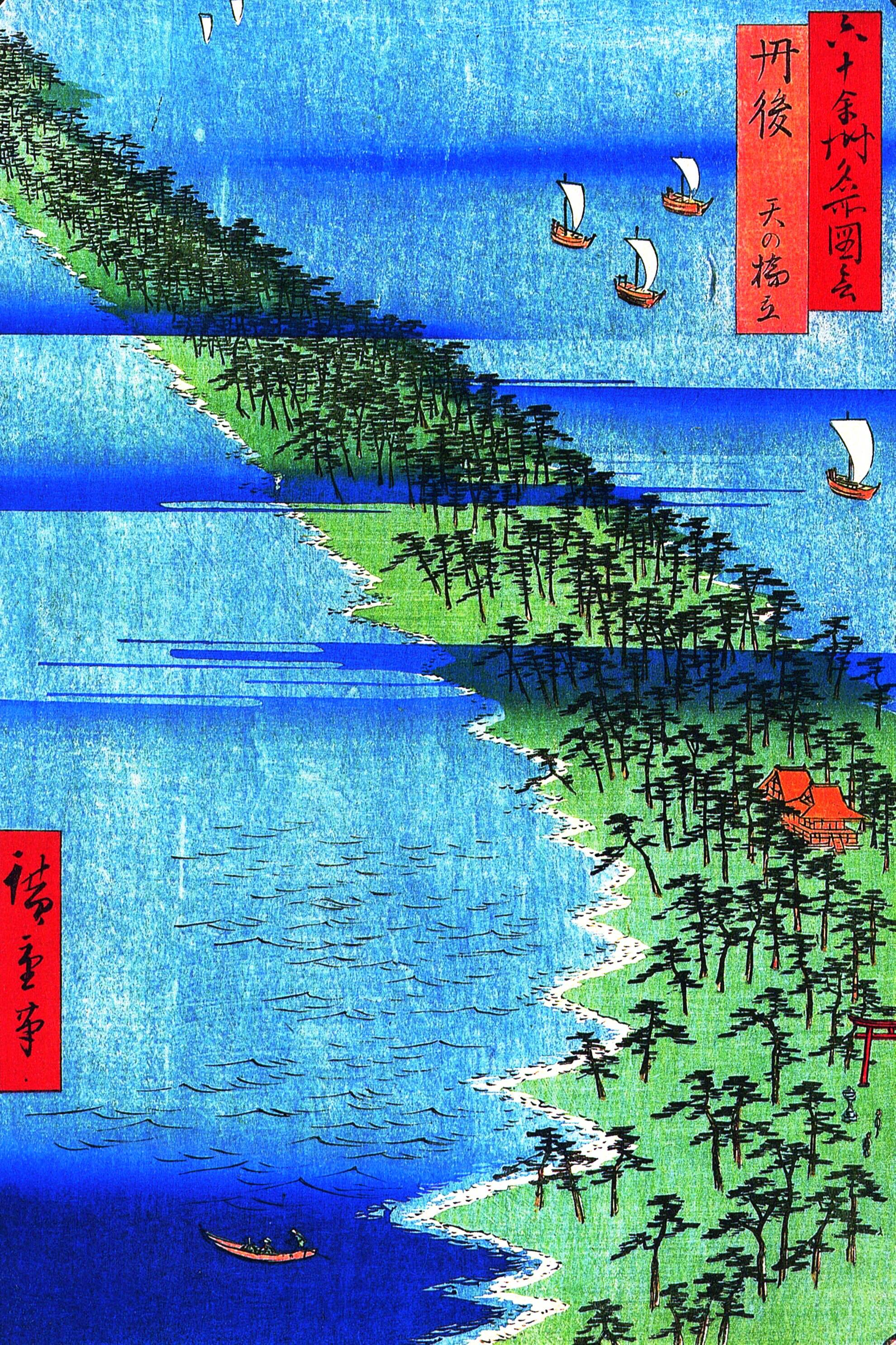
Hirosige metszetén

Az Amanohasidate (天橋立), 'a menny hídja' Honsú Japán-tenger felőli oldalán, a Mijazu-öblön átnyúló, 3,5 kilométer hosszú, 40–110 méter széles homokpad, amelyen végestelen-végig a japán szemnek szép, mert aszimmetrikus, girbegurba fenyők nőnek (hála az arrafelé dúló jeges téli viharoknak); 'Japán három leghíresebb látképének' (Nihon szankei) egyike. Izanagi és Izanami is egy ilyen nevű helyen ülve teremtette meg a japán szigeteket a mitológiában, s ha a turista japán szokás szerint a közeli Ócsi-hegyen lehajolva a lába közül néz vissza rá, Amanohasidate valóban mintha hídként lebegne a mennyben. Szessú Tójó híres tusképet festett róla.